# Kunzang Choden
Kunzang Choden (Distrito de Bumthang, 1952) escritora butanesa en inglés. 
Sus padres era terratenientes y cuando tenía nueve años la enviaron a un colegio en la India donde aprendió inglés. Se graduó con honores en psicología en el Indraprastha College de Delhi y obtuvo un título en sociología de la Universidad de Nebraska-Lincoln. Ha trabajado para el Programa de las Naciones Unidas para el Desarrollo en Bután y actualmente vive con su marido suizo en Timbu con el que ha tenido dos hijas y un hijo.